# Rdumijiet ta´ Għawdex: Id-Dawra tas-Sanap sa Tal-Ħajt
Rdumijiet ta´ Għawdex: Id-Dawra tas-Sanap sa Tal-Ħajt este o arie protejată (arie de protecție specială avifaunistică — SPA) din Malta întinsă pe o suprafață de 29,7 ha, integral pe uscat.

## Localizare
Centrul sitului Rdumijiet ta´ Għawdex: Id-Dawra tas-Sanap sa Tal-Ħajt este situat la coordonatele 36°01′18″N 14°14′09″E / 36.0217°N 14.2359°E.

## Înființare
Situl Rdumijiet ta´ Għawdex: Id-Dawra tas-Sanap sa Tal-Ħajt a fost declarat arie de protecție specială avifaunistică în august 2006 pentru a proteja 3 specii de animale.

## Biodiversitate
Situată în ecoregiunea mediteraneană, aria protejată nu include niciun habitat protejat.
La baza desemnării sitului se află mai multe specii protejate de  păsări (3): Calonectris diomedea, pescăruș argintiu (Larus cachinnans), Puffinus yelkouan.